# Oscinella
Genre
Oscinella est un genre d'insectes diptères communément appelés "oscinies" de la famille des Chloropidae.

## Quelques espèces
- Oscinella dampfi Aldrich, 1929
- Oscinella formosa  Becker
- Oscinella frit - oscinie de l'avoine (Linnaeus, 1758)
- Oscinella grandissima Sabrosky, 1940
- Oscinella nitidissima (Meigen, 1838)
- Oscinella pusilla (Meigen, 1830)